# Badanj (pećina)
Badanj je pećina i značajno arheološko nalazište kod hercegovačkog grada Stoca, BiH.
Pećina Badanj je smještena kod sela Borojevića, šest kilometara zapadno od Stoca. Pećina odnosno potkapina nalazi se u kanjonu Bregave, 45 metara iznad korita. Ovdje se nalazi paleolitsko nalazište otkriveno 1976. godine. Arheološka ispitivanja vršio je arheolog Đuro Basler. Ispitivanjima je utvrđeno da je ovo nalazište iz mlađeg paleolitika tj. 13000 do 12000 pr. Kr. Posebno značajno otkriće na ovom nalazištu je gravirani crtež u stijeni koji predstavlja najstariji spomenik umjetnosti u Bosni i Hercegovini. Dio crteža je uništen, kako se pretpostavlja, još u paleolitsko doba. Crtež predstavlja konja napadnutog strelicama što je tipično za regiju mediteranke umjetnosti paleolitskog čovjeka čije gravure sadrže prikaz životinje i znakove. Prvi je ovakav nalaz na istočnoj obali Jadranskog mora.
Nacionalni je spomenik BiH od 2003. godine.